# Алеф (књига)
Алеф (порт. O Aleph) је роман бразилског писца Паула Коеља, објављен 2011. године.
Баш као и главни јунак Алхемичара, Пауло Коељо се суочава са кризом вере. Схвативши да је једино решење да почне изнова, креће у духовну потрагу кроз ново ходочашће, јер осећа потребу за путовањем, експериментом и поновним повезивањем са људима и светом.
Овај подухват одвешће га, преко Европе, Африке и Азије, до Транссибирске пруге, где ће стећи пријатеље за цео живот. Међу њима су Јао, учитељ таоа, и необична девојка по имену Хилал. Пауло и Хилал откривају да су се њихове судбине већ укрстиле у неком од претходних живота, у некој сасвим другој димензији.
Заједно, кренуће на мистично путовање кроз простор и време - путовање које ће их приближити љубави, праштању и дати им потребну храброст да преброде животне изазове.